# Barometr

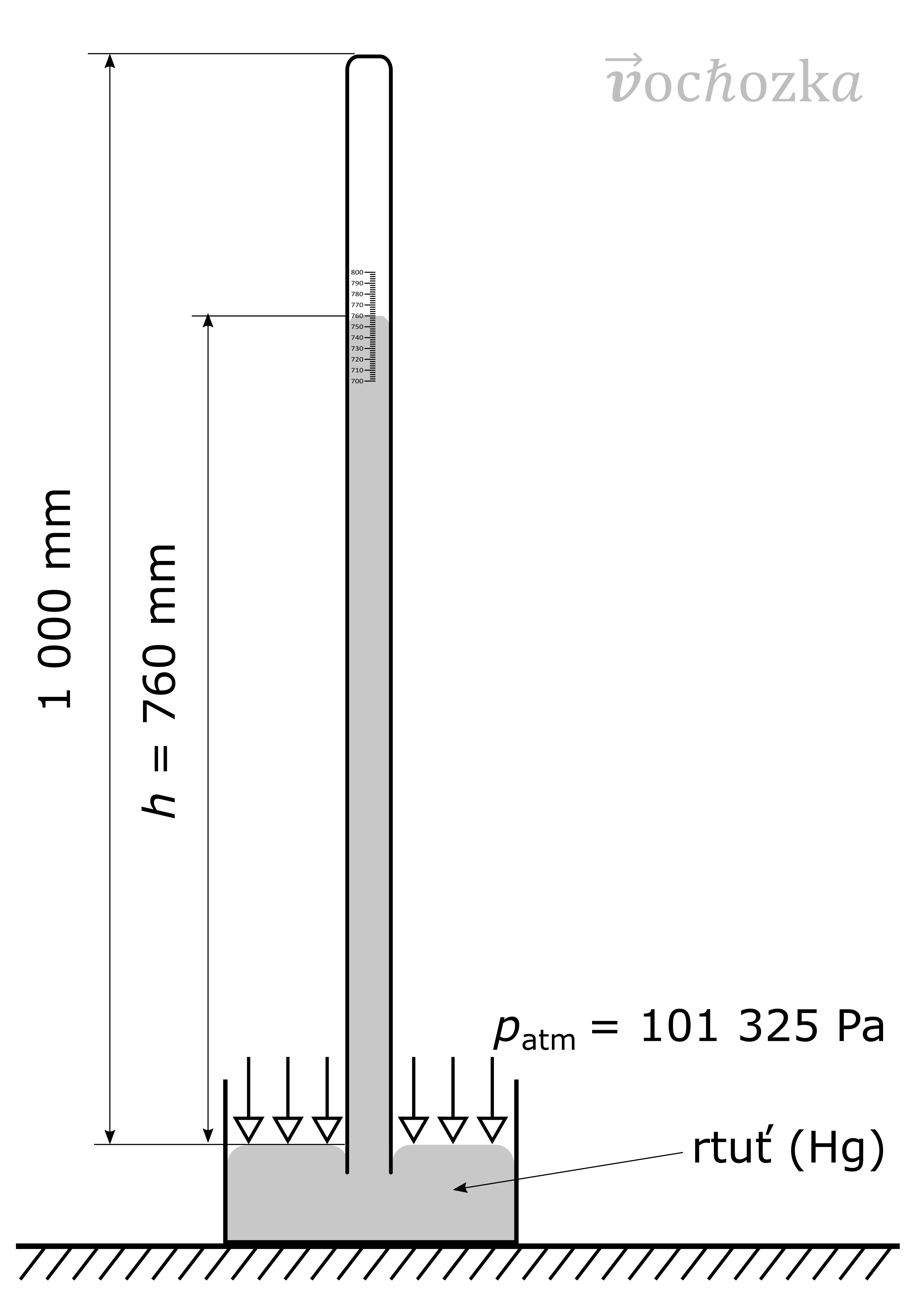
Zjednodušené schéma rtuťového barometru. Bílé šipky symbolizují atmosférický tlak. Šedá barva odpovídá rtuti (Hg). Skleněná metrová tyč je přibližně ve 3/4 opatřena stupnicí udávající výšku rtuťového sloupce v milimetrech rtuti (mm Hg = Torr).

Barometr (tlakoměr) je přístroj k měření atmosférického tlaku (tlaku vzduchu), používaný k určování stavu a předpovědi počasí (při vyšším tlaku bývá obvykle jasno, při nízkém tlaku lze očekávat změnu jasného počasí na deštivé). 
Barometry mohou být založeny na různém principu:
- Rtuťový barometr se skládá z trubice na jednom konci zatavené, naplněné rtutí, na kterou na druhém zahnutém konci působí atmosférický tlak. Podle výšky rtuti pod zataveným koncem lze určit velikost atmosférického tlaku (čím výš rtuť vystoupí, tím větší tlak). Rtuťový barometr vynalezl Evangelista Torricelli (1608-1647) v roce 1643.
- Aneroid (pérový barometr) pracuje na základě měření deformace plechové krabičky, která je uvnitř vzduchoprázdná. Aneroid vynalezl v roce 1843 Lucien Vidie.

Barometry se druhotně používají k fyzikálnímu měření výšky v geodézii nebo v letectví.